# フルオロタブン
フルオロタブン（Fluorotabun）は、有機リン化合物で神経ガスの一種。